# كركي أسود المنقار
كركي أسود المنقار (الاسم العلمي: Grus nigricollis) نوع من الطيور يتبع جنس الكركي من الفصيلة الكركية.